# Ли На
Ли На (традиционални кинески: 李娜; пинјин: Lǐ Nà; рођена 26. фебруара 1982) бивша је кинеска тенисерка, која је освојила титулу на Ролан Гаросу 2011. и Отворено првенство Аустралије 2014. и постала прва жена из Азије која је дошла до гренд слем трофеја. Најбољи пласман на ВТА листи јој је 2. место.

## Каријера
Дана 1. фебруара 2010. године била је на 10. месту, као прва кинеска играчица која се нашла међу десет најбољих тенисерки на свету. Током Отвореног првенства Аустралије 2010, Ли и њена сународница Ђе Џенг ушле су у историју као прве кинеске тенисерке које су на једном гренд слем турниру стигле до полуфинала. Медији, углавном кинески, назвали су их „Два златна цвета“, и многи су њихово достигнуће навели као велики успех кинеског тениса и најаву Кине као нове тениске силе. На Отвореном првенству Аустралије 2011. Ли је постала прва Кинескиња која је достигла финале једног гренд слема, у ком је изгубила од Ким Клајстерс резултатом 3–6, 6–3, 6–3.
Тенис је почела да игра у осмој години, али је следеће две године играла бадминтон, а са четрнаест је по први пут заиграла на турниру. До сада је освојила четири ВТА турнира у појединачној и два у конкуренцији парова. Кину је два пута представљала на Олимпијским играма, 2000. и 2008, а у Пекингу је изгубила у мечу за бронзану медаљу од Вере Звонарјове 6–0, 7–5.

## Приватни живот
Ли На је тенис почела да игра са осам година, а наредне две године посветила се бадминтону. Једина је кћерка Шенг Пенга и Јан Пинг. Тренутно студира на Институту за науку и технологију у Гуанџонгу, а говори кинески и енглески језик. Двадесет седмог јануара 2006. удала се за Ђанг Шана, свог тренера

## Статистике у каријери

### Гренд слем финала појединачно (2–2)
| Исход  | Година | Турнир                        | Подлога | Противница         | Резултат      |
| Финале | 2011.  | Отворено првенство Аустралије | Тврда   | Ким Клајстерс      | 6–3, 3–6, 3–6 |
| Победа | 2011.  | Ролан Гарос                   | Шљака   | Франческа Скјавоне | 6–4, 7–6(0)   |
| Финале | 2013.  | Отворено првенство Аустралије | Тврда   | Викторија Азаренка | 4–6, 6–4, 6–3 |
| Победа | 2014.  | Отворено првенство Аустралије | Тврда   | Доминика Цибулкова | 7–6(3), 6–0   |

### ВТА појединачна финала (5–5)
| Легенда: Пре 2009.              | Легенда: Од 2009.       |
| ------------------------------- | ----------------------- |
| Гренд слем (1–1)                |                         |
| ВТА првенство (0–0)             |                         |
| Прва категорија (0–0)           | Обавезни Премијер (0–0) |
| Друга категорија (0–0)          | Премијер 5 (0–0)        |
| Трећа категорија (2–0)          | Премијер (1–0)          |
| Четврта и пета категорија (0–2) | Међународни (2–1)       |

| Исход  | #  | Датум            | Турнир      | Подлога | Противница           | Резултат                |
| Победа | 1. | 3. октобар 2004. | Гуангџу     | Тврда   | Мартина Суха         | 6–3, 6–4                |
| Финале | 1. | 1. мај 2005.     | Есторил     | Шљака   | Луција Шафарова      | 6–7(4), 6–4, 6–3        |
| Финале | 2. | 7. мај 2006.     | Есторил     | Шљака   | Ђе Џенг              | 6–7(4), 7–5, предат меч |
| Победа | 2. | 5. јануар 2008.  | Гоулд Коуст | Тврда   | Викторија Азаренка   | 4–6, 6–3, 6–4           |
| Финале | 3. | 8. март 2009.    | Монтереј    | Тврда   | Марион Бартоли       | 6–4, 6–3                |
| Финале | 4. | 14. јун 2009.    | Бирмингем   | Трава   | Магдалена Рибарикова | 6–0, 7–6                |
| Победа | 3. | 13. јун 2010.    | Бирмингем   | Трава   | Марија Шарапова      | 7–5, 6–1                |
| Победа | 4. | 14. јануар 2011. | Сиднеј      | Тврда   | Ким Клајстерс        | 7–6 (3), 6–3            |
| Финале | 5. | 29. јануар 2011. | Мелбурн     | Тврда   | Ким Клајстерс        | 6–3, 3–6, 3–6           |
| Победа | 5. | 4. јун 2011.     | Ролан Гарос | Шљака   | Франческа Скјавоне   | 6–4, 7–6(0)             |

### ВТА финала у паровима (2–0)
| Легенда: Пре 2009.              | Легенда: Од 2009.     |
| ------------------------------- | --------------------- |
| Гренд слем (0–0)                |                       |
| ВТА првенство (0–0)             |                       |
| Прва категорија (0–0)           | Главни Премијер (0–0) |
| Друга категорија (0–0)          | Премијер 5 (0–0)      |
| Трећа категорија (1–0)          | Премијер (0–0)        |
| Четврта и пета категорија (1–0) | Интернашонал (0–0)    |

| Исход  | #  | Датум         | Турнир    | Подлога | Партнерка       | Противнице                        | Резултат      |
| Победа | 1. | 18. јун 2000. | Ташкент   | Тврда   | Ли Тинг         | Ирода Туљаганова Ана Запорожанова | 3–6, 6–2, 6–4 |
| Победа | 2. | 18. јун 2006. | Бирмингем | Трава   | Јелена Јанковић | Џил Крејбас Лизел Хубер           | 6–2, 6–4      |

## Учешће на гренд слем турнирима
| Турнир        | 2004  | 2005    | 2006    | 2007    | 2008    | 2009    | 2010    | 2011    | 2012    | 2013    | 2014    | Освајања | Победе–порази |
| ------------- | ----- | ------- | ------- | ------- | ------- | ------- | ------- | ------- | ------- | ------- | ------- | -------- | ------------- |
| Аустралија    | Н     | 3. коло | 1. коло | 4. коло | 3. коло | Н       | ПФ      | Ф       | 4. коло | Ф       | П       | 1 / 9    | 34–8          |
| Француска     | Н     | Н       | 3. коло | 3. коло | Н       | 4. коло | 3. коло | П       | 4. коло | 2. коло | 1. коло | 1 / 8    | 20–6          |
| Вимблдон      | Н     | Н       | ЧФ      | Н       | 2. коло | 3. коло | ЧФ      | 2. коло | 2. коло | ЧФ      | 3. коло | 0 / 7    | 17–7          |
| САД           | Н     | 1. коло | 4. коло | Н       | 4. коло | ЧФ      | 1. коло | 1. коло | 3. коло | ПФ      | Н       | 0 / 8    | 17–8          |
| Освајања      | 0 / 0 | 0 / 2   | 0 / 4   | 0 / 2   | 0 / 3   | 0 / 3   | 0 / 4   | 1 / 4   | 0 / 4   | 0 / 4   | 1 / 3   | 2 / 31   | —             |
| Победе–порази | 0–0   | 2–2     | 9–4     | 5–2     | 6–3     | 9–3     | 12–3    | 14–3    | 9-4     | 16–4    | 9-2     | —        | 88–29         |

### Појединачно
| Година | Аустралија     | Аустралија      | Француска       | Француска       | Вимблдон       | Вимблдон        | САД             | САД               |
| 2005.  | 3. коло (1/16) | Марија Шарапова | -               | -               | -              | -               | 1. коло (1/64)  | Л. Девенпорт      |
| 2006.  | 1. коло (1/64) | Серена Вилијамс | 3. коло (1/16)  | С. Кузњецова    | 1/4 финале     | Ким Клајстерс   | 4. коло (1/8)   | Марија Шарапова   |
| 2007.  | 4. коло (1/8)  | Мартина Хингис  | 3. коло (1/16)  | Сибиле Бамер    | -              | -               | -               | -                 |
| 2008.  | 3. коло (1/16) | М. Домаховска   | -               | -               | 2. коло (1/32) | Пављученкова    | 4. коло (1/8)   | Јелена Дементјева |
| 2009.  | -              | -               | 4. коло (1/8)   | Марија Шарапова | 3. коло (1/16) | А.Радвањска     | 1/4 финале      | Ким Клајстерс     |
| 2010.  | 1/2 финале     | Серена Вилијамс | 3. коло (1/16)  | Ф.Скјавоне      | 1/4 финале     | Серена Вилијамс | 1. коло (1/64)) | К. Бондаренко     |
| 2011.  | Финале         | Ким Клајстерс   | Победница       | Ф.Скјавоне      | 2. коло (1/32) | Забине Лизики   | 1. коло (1/64)) | Симона Халеп      |
| 2012.  | 4. коло (1/8)  | Ким Клајстерс   | 4. коло (1/8)   | Ј. Шведова      | 2. коло (1/32) | Сорана Кристеа  | 3. коло (1/16)  | Лора Робсон       |
| 2013.  | Финале         | В. Азаренка     | 2. коло (1/32)  | Бетани Матек    | 1/4 финале     | А.Радвањска     | 1/2 финале      | Серена Вилијамс   |
| 2014.  | Победница      | Д. Цибулкова    | 1. коло (1/64)) | К. Младеновић   | 3. коло (1/16) | Б. З. Стрицова  | -               | -                 |

### Женски парови
| Година | Аустралија                | Аустралија               | Француска                  | Француска               | Вимблдон                 | Вимблдон             | САД                         | САД                       |
| 2000.  | -                         | -                        | -                          | -                       | -                        | -                    | 2. коло (1/16) Ли Тинг      | Кимберли По А. Сидо       |
| 2001.  | 1. коло (1/32) Ли Тинг    | Рика Хираки С. Норландре | -                          | -                       | -                        | -                    | -                           | -                         |
| 2005.  | -                         | -                        | -                          | -                       | -                        | -                    | 3. коло (1/8) Рика Фуџивара | Кара Блек Рене Стабс      |
| 2006.  | 2. коло (1/16) Шуај Пенг  | Д. Хантухова Ај Сугијама | 2. коло (1/16) Шуај Пенг   | Квета Пешке Ф.Скјавоне  | 2. коло (1/16) Шуај Пенг | Кара Блек Рене Стабс | 1. коло (1/32) Шуај Пенг    | М. Домаховска Ј. Костанић |
| 2007.  | 2. коло (1/16) Шуај Пенг  | Ф.Скјавоне П. Шнидер     | 2. коло (1/16) Ј. Јанковић | Шахар Пер Динара Сафина | -                        | -                    | -                           | -                         |
| 2008.  | 1. коло (1/32) Чакветадзе | Шуај Пенг Тијантијан Сун | -                          | -                       | -                        | -                    | -                           | -                         |

### Мешовити парови
| Година | Аустралија               | Аустралија          | Француска | Француска | Вимблдон | Вимблдон | САД                      | САД                  |
| 2006.  | 1. коло (1/16) Wang Y.T. | М. Хингис М. Бупати | -         | -         | -        | -        | 1. коло (1/16) Цирил Сук | Ванја Кинг В. Спадеа |

## Пласман на ВТА листи на крају сезоне
| Година  | 1999 | 2000 | 2001 | 2002 | 2003 | 2004 | 2005 | 2006 | 2007 | 2008 | 2009 | 2010 | 2011 | 2012 | 2013 | 2014 |
| Пласман | 363  | 134  | 303  | 277  |      | 80   | 57   | 21   | 29   | 23   | 15   | 11   | 5    | 7    | 3    |      |